# 1955 en Suisse
Chronologie de la Suisse
- 1951
- 1952
- 1953
- 1954
- 1955
- 1956
- 1957
- 1958
- 1959

Chronologie de la Suisse
1954 en Suisse - 1955 en Suisse - 1956 en Suisse

## Gouvernement au1erjanvier 1955
- Conseil fédéral[1]:
  - Max Petitpierre PRD, président de la Confédération
  - Markus Feldmann UDC, vice-président de la Confédération
  - Paul Chaudet PRD
  - Philipp Etter PDC
  - Giuseppe Lepori PDC
  - Hans Streuli PRD
  - Thomas Holenstein PDC

## Événements

### Janvier
Vendredi 14 janvier 
- En raison d’importantes chutes de pluie, des rivières connaissent des crues exceptionnelles et plusieurs régions de Suisse sont victimes d’inondations.

 Mardi 18 janvier 
- Décès à Genève, à l’âge de 78 ans, de Charles Dhéré, ancien professeur de physiologie, de chimie physiologique et de microbiologie.

 Jeudi 20 janvier 
- Décès à Zurich, à l’âge de 62 ans, de l’ingénieur Adolf Gutzwiller, constructeur de ponts et de centrales électriques.

 Vendredi 21 janvier 
- Ratification, par la Confédération, de la Convention relative au statut des réfugiés.

### Février
Dimanche 6 février 
- Élection complémentaire dans le canton de Vaud. Charles Sollberger (PSS) est élu au Conseil d’État lors du 1er tour de scrutin.

 Dimanche 13 février 
- Élections cantonales au Tessin. Guglielmo Canevascini (PSS), Nello Celio (PRD), Brenno Galli (PRD), Adolfo Janner (PDC) et Mario Soldini (PDC) sont élus au Conseil d’État lors du 1er tour de scrutin.

 Lundi 14 février 
- Six exilés occupent l'ambassade de leur pays à Berne après avoir abattu le concierge. Ils prennent en otage le personnel de l'ambassade et exigent la libération de prisonniers politiques dans leur pays. Les otages parviennent à s’enfuir et la police maîtrise trois des dissidents après 48 heures de siège.

 Mardi 15 février 
- Décès à Bâle, à l’âge de 91 ans, du professeur Robert Flatt.

 Mercredi 16 février 
- Pour la cinquième fois de son histoire, le HC Arosa devient champion de Suisse de hockey-sur-glace.

### Mars
Dimanche 13 mars 
- Décès, à l’Hôpital cantonal de Zurich, à l’âge de 49 ans, de Tribhuvan Shah, roi du Népal.

 Mercredi 9 mars 
- Décès à Pacy-sur-Eure (France), à l'âge de 60 ans, de la romancière d’origine neuchâteloise Monique Saint-Hélier.

 Dimanche 13 mars 
- Votations fédérales. L’initiative populaire « concernant la protection des locataires et des consommateurs » est approuvée par le peuple, mais rejetée par 15 cantons contre 7. Le contre-projet du Conseil fédéral est rejeté par 449 087 non (57,5 %) contre 317 934 oui (40,7 %),

 Samedi 26 mars 
- La Suisse connaît une période de chaleur inhabituelle pour la saison. À Genève, le thermomètre franchit la barre des 20 degrés Celsius durant trois jours consécutifs.

### Avril
Lundi 18 avril 
- Décès à Princeton, New Jersey, États-Unis), à l’âge de 76 ans, du physicien helvético-américain Albert Einstein.

 Dimanche 24 avril 
- Élections cantonales à Zurich. Emil Reich (Parti bourgeois), Jakob Heusser (UDC), Rudolf Meier (UDC), Paul Ulrich Meierhans (PSS), Franz Egger (PSS), Walter Koenig (AdI) et Ernst Vaterlaus (PRD) sont élus au Conseil d’État lors du 1er tour de scrutin.

 Lundi 25 avril 
- Le Département militaire fédéral met la jeunesse en garde contre un enrôlement dans la Légion étrangère.
- Premier vol d’essai de l’avion de chasse suisse FFA P-16, développé par la Fabrique d’avions et de véhicules d’Altenrhein (SG).

### Mai
Dimanche 1er mai 
- Décès à Riehen (BS), à l’âge de 69 ans, du peintre Jean-Jacques Lüscher.

 Vendredi 6 mai 
- Décès à Genève, à l’âge de 69 ans, du psychiatre Henri Flournoy.

 Lundi 9 mai 
- Ouverture à Genève, de la Conférence internationale sur l'utilisation de l'énergie atomique à des fins pacifiques.

 Dimanche 22 mai 
- Vernissage, au Kunsthaus de Zurich, de l’exposition consacrée à Piet Mondrian.

 Samedi 28 mai 
- Vernissage, à la Kunsthalle de Bâle, de l’exposition consacrée à Pierre Bonnard.

### Juin
Dimanche 5 juin 
- Le FC La Chaux-de-Fonds s’adjuge, pour la deuxième fois de son histoire, le titre de champion de Suisse de football.
- Inauguration de la Salle de musique de La Chaux-de-Fonds (NE).

 Samedi 11 juin 
- Décès à Appenzell (AI), à l’âge de 58 ans, du peintre Johannes Hugentobler.

 Samedi 18 juin 
- Création d’Helvetas, organisation privée destinée à l'aide aux pays en développement.
- Le Suisse Hugo Koblet remporte le Tour de Suisse cycliste.
- Décès à Zurich, à l’âge de 55 ans, du compositeur Willy Burkhard.

### Juillet
Lundi 18 juillet 
- Début à Genève de la Conférence des quatre grands réunissant Dwight D. Eisenhower, président des États-Unis, Anthony Eden, premier ministre britannique, Edgar Faure, président du Conseil de la République française et Nikolaï Boulganine, président du Conseil des ministres de l’URSS.

 Mardi 19 juillet 
- Le Journal du Jura et le Bieler Tagblatt annoncent la fusion de ces deux quotidiens avec L’Express, de Bienne, dernier quotidien bilingue de Suisse.

### Août
Lundi 1er août 
- Première représentation du spectacle de la Fête des Vignerons à Vevey.

 Vendredi 12 août 
- Décès à Zurich, à l’âge de 80 ans, de l’écrivain allemand Thomas Mann.

 Samedi 13 août 
- Un car français bascule dans un ravin sur la route du col du Grand-Saint-Bernard (VS). L’accident cause la mort de 15 personnes.

 Jeudi 18 août 
- Décès à Lutry (VD), à l’âge de 69 ans, du journaliste Paul Gentizon.

 Vendredi 19 août 
- Décès à Lausanne, à l’âge de 42 ans, de Pierre Thévenaz, professeur de philosophie.

 Lundi 22 août 
- Ouverture à Genève, du premier Congrès des Nations unies en matière de prévention du crime et du traitement des délinquants.

 Mardi 23 août 
- Décès à Schüpfen (BE), à l’âge de 74 ans, de l'ancien conseiller fédéral Rudolf Minger.

 Dimanche 28 août 
- Décès à Riehen (BS), à l’âge de 60 ans, de la traductrice et journaliste Elisabeth Gerter, militante féministe.

 Mercredi 31 août 
- Un avion P-16 tombe dans le lac de Constance.

### Septembre
Samedi 3 septembre 
- Fin du 7e Congrès de l’Union libérale mondiale, tenu en Lucerne, en présence de 200 délégués venus du monde entier.
- Les abonnés au téléphone de la région bâloise peuvent établir des communications automatiques avec des correspondants domiciliés dans la région frontalière allemande. Il s’agit des premières liaisons automatiques offertes avec l’étranger par les PTT.

 Mercredi 7 septembre 
- Début des Xe Rencontres internationales de Genève, dont le thème est : La culture est-elle en péril ?

 Vendredi 16 septembre 
- Décès au Mont-sur-Lausanne, à l’âge de 86 ans, d’Eugène Olivier, historien de la médecine.

 Jeudi 29 septembre 
- Le conseiller fédéral Max Petitpierre s’exprime devant le Conseil national sur la revalorisation de la neutralité après la signature du traité d'État autrichien.

### Octobre
Dimanche 2 octobre 
- Inauguration du musée des Automates à L’Auberson (VD).

 Jeudi 20 octobre 
- Première, au Schauspielhaus de Zurich, de Requiem pour une nonne, du dramaturge américain William Faulkner.

 Vendredi 21 octobre 
- Célébration du centenaire de l’École polytechnique fédérale de Zurich.
- Décès à Zurich, à l’âge de 91 ans, du pédiatre suisse Emil Feer, cofondateur de la pédiatrie moderne.
- Décès à Mendrisio, à l’âge de 59 ans, du peintre Guido Gonzato.

 Dimanche 23 octobre 
- Élections au Conseil national. Le PSS devient le premier parti de la 35e législature. Sa progression de 4 sièges s’exerce au détriment du PRD, des conservateurs-catholiques et des paysans, artisans et bourgeois qui perdent chacun un siège. On dénombre également un non-inscrit de moins qu’en 1951.

### Novembre
Mardi 8 novembre 
- Le Conseil fédéral décide d’interdire l’exportation d’armes vers Israël et vers les pays arabes du Moyen-Orient.

 Dimanche 13 novembre 
- Inauguration des orgues de la cathédrale de Lausanne.

 Dimanche 27 novembre 
- Décès à Paris, à l’âge de 63 ans, du compositeur Arthur Honegger.

### Décembre
Samedi 12 décembre 
- Mise en service d'un ferry aérien entre les aéroports de Londres et de Bâle-Mulhouse, dans le but de permettre aux vacanciers anglais d'emmener leurs voitures en Suisse.

 Samedi 31 décembre 
- Une avalanche engloutit une caravane au-dessus de Davos (GR). Quatre de ses six occupants perdent la vie.